# Santiago (província da República Dominicana)
Santiago de los Caballeros é uma província da República Dominicana. Sua capital é a cidade de Santiago de los Caballeros.

## composição étnica
- 73% Negros-Mulatos
- 25% Brancos
- 2% Taino-Arawak

## Municípios
A província está dividida (em 20 de junho de 2006) está dividida nos seguintes municípios, e estes em distritos municipais (D.M.):
- Jánico
  - El Caimito (D.M.)
  - Juncalito (D.M.)
- Licey al Medio
  - Las Palomas (D.M.)
- Puñal
  - Canabacoa (D.M.)
  - Guayabal (D.M.)
- Sabana Iglesia[2]
- Santiago de los Treinta Caballeros	 (capital)
  - Baitoa (D.M.)
  - Hato del Yaque (D.M.)
  - La Canela (D.M.)
  - Pedro García (D.M.)
  - San Francisco de Jacagua (D.M.)
- San José de las Matas
  - El Rubio (D.M.)
  - La Cuesta (D.M.)
  - Las Placetas (D.M.)
- Tamboril
  - Canca la Reina (D.M.)
- Villa Bisonó
- Villa González
  - El Limón (D.M.)
  - Palmar Arriba (D.M.)

Municípios de Santiago de los Caballeros com números da população de acordo com o censo de 2008. População urbana é aquela que vive na sede (cabeceras) dos municípios e dos distritos municipais. População rural é aquela que vive nos distritos (Secciones) e lugarejos (Parajes) fora deles.
| Nome                               | População total | População urbana | População rural |
| ---------------------------------- | --------------- | ---------------- | --------------- |
| Jánico                             | 18 095          | 5 394            | 12 701          |
| Licey al Medio                     | 29 481          | 13 540           | 15 941          |
| Puñal                              | 19 567          | 9 806            | 9 761           |
| Sabana Iglesia                     | 17 581          | 7 324            | 10 257          |
| San José de las Matas              | 45 791          | 17 635           | 28 156          |
| Santiago de los Treinta Caballeros | 993 629         | 744 209          | 249 420         |
| Tamboril                           | 51 967          | 26 841           | 25 126          |
| Villa Bisonó                       | 37 097          | 27 891           | 9 206           |
| Villa González                     | 37 515          | 20 891           | 16 624          |
| Total da província                 | 1 258 141       | 873 531          | 384 610         |